# Juan Eustaquio Delmas
Juan Bautista Eustaquio Delmas (Bilbao, 1820-Madrid, 25 de octubre de 1892) fue un periodista, escritor e impresor español.

## Biografía
Su padre procedía del Piamonte italiano, de apellido Dal Mazzo o Del Mazzo, y era impresor. Natural de Bilbao, donde nació en 1820, Juan Bautista Eustaquio dio sus primeros pasos en el periodismo como colaborador de El Bilbaíno.
Fundaría en la década de 1860 el primero de los diarios políticos de la villa, Irurac bat. En 1870, con Antonio de Trueba, fue uno de los fundadores de La Correspondencia Vascongada. Colaboró en La España Moderna, en El Eco del Comercio y en una larga lista de periódicos bilbaínos, incluido El Vascongado.
De su imprenta salieron también las páginas de otros medios, como el Boletín de Comercio de Bilbao y el Boletín de Agricultura de Vizcaya, que vio la luz en fechas cercanas a su muerte.
Falleció en Madrid el 25 de octubre de 1892. Dejó a medio escribir una Biografía universal de claros varones de Vizcaya, que se publicaría de manera póstuma.